# Bradford Tatum
Pour les articles homonymes, voir Tatum.
Bradford Steven Tatum est un acteur américain né le 29 mars 1965 à Newport Beach en Californie.

## Biographie
Bradford Tatum est un acteur américain, connu pour son rôle de Michael Hubbs dans le film culte, L'Âge Stoned (1994). Il a également joué le tyran dans le film du réalisateur Victor Salva (1995). En 1999, Bradford a écrit, réalisé et joué dans un film indépendant. En 2006, Tatum a publié le film Salt: A Fatal Attraction, qu'il a écrit, produit et joué, dans ce film, également présenté sa femme, Stacy Haiduk, et sa fille, Sophia Tatum.
Il est marié à Stacy Haiduk et a une fille, Sophia Tatum.

## Filmographie

### Cinéma
- 1994 : The Stoned Age (en)
- 1994 : Force on Force
- 1995 :
  - Powder
  - Excessive Force II: Force on Force
- 1996 : Touche pas à mon périscope
- 1999 : Standing on Fishes
- 2006 : Salt: A Fatal Attraction

### Télévision
- 1990 : Mulberry Street (téléfilm)
- 1994 : Cool and the Crazy (téléfilm)
- 1995 : Black Scorpion (téléfilm)
- 1996 : Within the Rock (téléfilm)
- 1997 :
  - Pronto (téléfilm)
  - Not in This Town (téléfilm)
  - Enemy (téléfilm)
  - Within the Rock (téléfilm)
  - Burning Zone : Menace imminente (8 épisodes)
- 1998 : Charmed (S 1 E 14/22 – L'ange gardien)
- 1999 : Melrose Place (3 épisodes)
- 2003 :
  - Fastlane (1 épisode)
  - The Lone Ranger (en) (téléfilm)
- 2010 : Esprits criminels (épisode Solitary Man)
- 2012 : Magic City (8 épisodes)
- 2016 : Westworld (2 épisodes)